# Саутавен (Мисисипи)
Саутавен (енгл. Southaven) град је у америчкој савезној држави Мисисипи.

## Демографија
По попису из 2010. године број становника је 48.982, што је 20.005 (69,0%) становника више него 2000. године.
| Група             | 2000.          | 2010.          |
| Белци             | 25.883 (89,3%) | 33.992 (69,4%) |
| Афроамериканци    | 1.928 (6,7%)   | 10.852 (22,2%) |
| Азијати           | 214 (0,7%)     | 841 (1,7%)     |
| Хиспаноамериканци | 654 (2,3%)     | 2.472 (5,0%)   |
| Укупно            | 28.977         | 48.982         |